# Letra volada

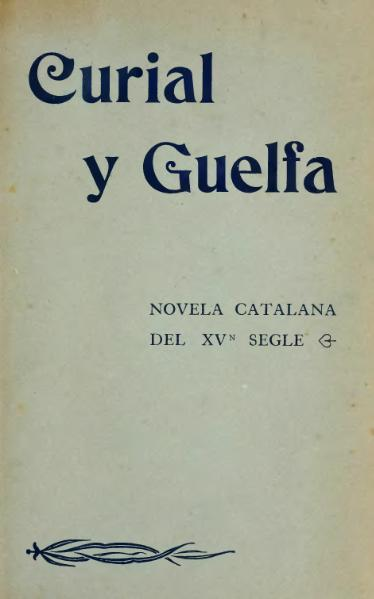
En la portadilla de esta edición de Curial e Güelfa (1901) se abrevia quinzèn con cifras romanas y la «N» en volada.

En tipografía y escritura a mano, una letra volada, voladita o superior es una letra, normalmente minúscula, emplazada sobre la línea de base del renglón y cuyo cuerpo es inferior al ordinario. No debe confundirse con el superíndice, utilizado para notaciones matemáticas. Antaño comunes en las abreviaturas creadas por contracción, su propósito original era distinguir claramente las abreviaturas manuscritas del resto de las palabras. Hodierno, el uso moderno de los procesadores de textos y las interfaces de entrada de texto han implicado la pérdida de la distinción entre volado y superíndice.
Con el advenimiento de la imprenta, se forjaron tipos especiales para hacer posible su aparición en los impresos, aunque no todas las letras contaban con versión volada (el tipógrafo Alexander W. White en su libro Thinking in Type afirma que en francés y en español solo se utilizan doce letras corrientemente: ª, ᵇ, ᵈ, ᵉ, ⁱ, ˡ, ᵐ, ⁿ, º, ʳ, ˢ y ᵗ). Hoy sigue siendo habitual su utilización en lenguas neolatinas tales como el castellano, el francés, el italiano y el portugués; en inglés ha menguado su presencia.

## Aspectos tipográficos
Una de las características que distingue a las letras voladas del superíndice es la altura en que se posicionan ambas dentro del renglón.

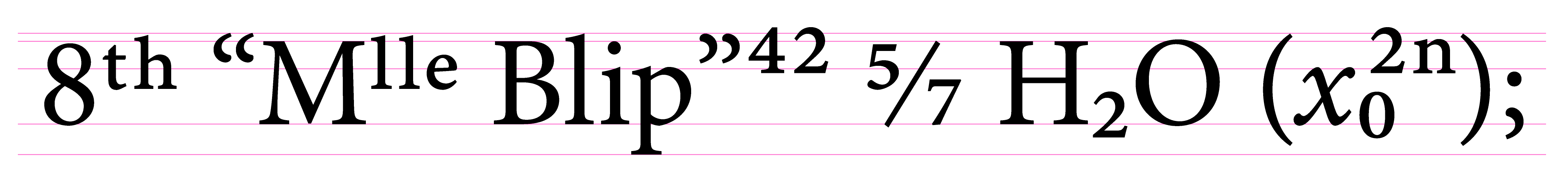
En este ejemplo, «th» y «lle» son letras voladas, mientras que «42» y «2n» son superíndices. Obsérvense las distintas alineaciones dentro del renglón.

## Diferencia con el superíndice
Actualmente y con el uso moderno de los procesadores de texto se ha provocado el menor uso de la letra volada y utilizar incorrectamente como reemplazo al superíndice; la ubicación de la letra tiende a ubicarse por encima del renglón con el superíndice.
| Con letra volada | Con superíndice |
| ---------------- | --------------- |
| 1.ª              | 1.a             |
| M.ª              | M.a             |
| 4.ª              | 4.a             |
| C.ᶦ́ᵃ             | C.ía            |

## Uso por lengua

### Español
En español, las letras voladas se utilizan para formar números ordinales y algunas abreviaturas. En ambos casos, es recomendable poner un punto antes de la letra volada.
- primero → 1.º;
- primera → 1.ª;
- trigésimo tercer → 33.ᵉʳ;
- compañía → C.ᶦ́ᵃ;
- artículo → art.º;
- magistrada → M.ª;
- vigésimo cuartas → 24.ᵃˢ;
- etc.

### Francés

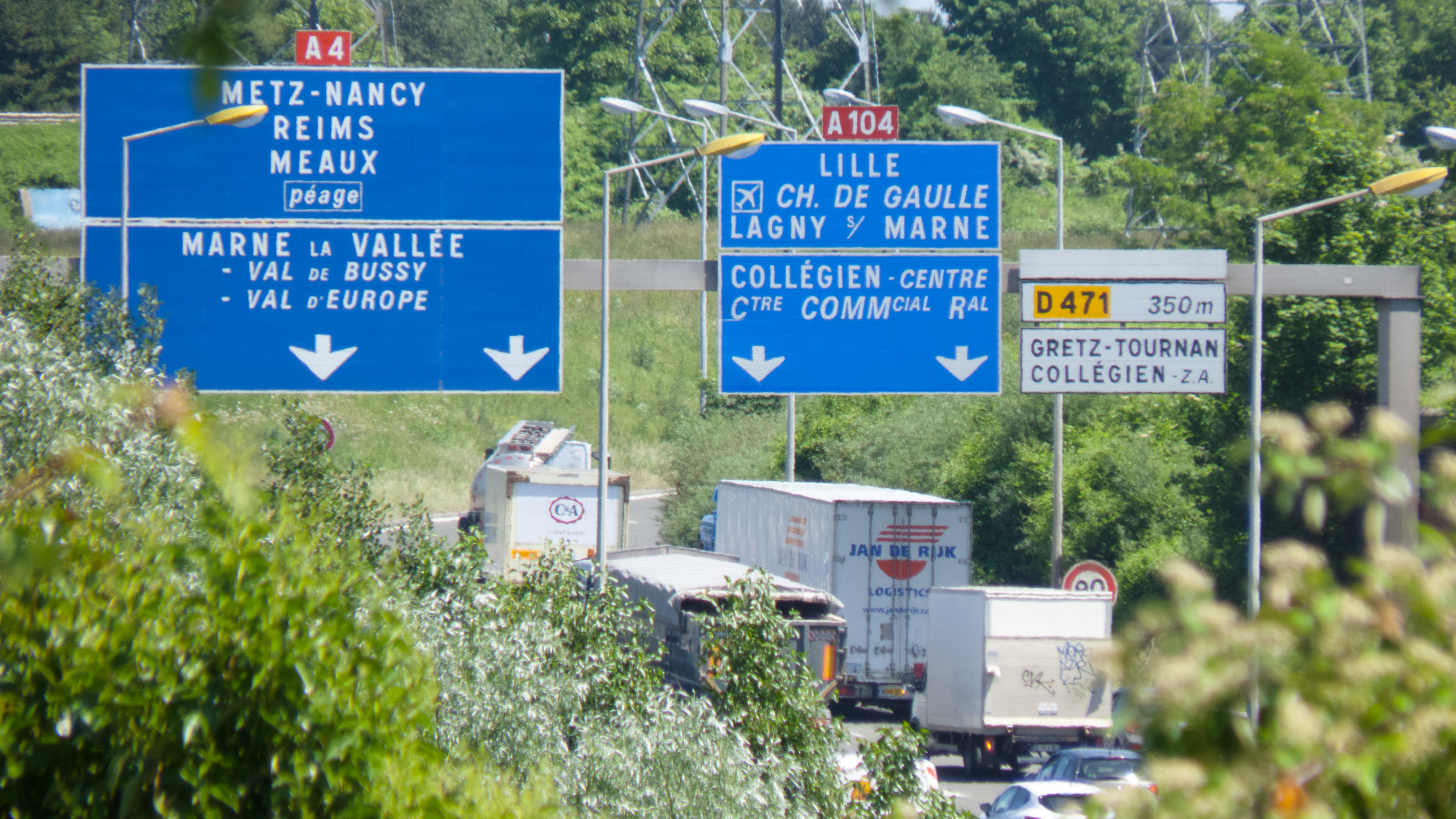
Una señal de indicación vial francesa que abrevia sur como /, centre como ', commercial como ' y régional como '.

En francés, las supérieures se utilizan en abreviaturas formadas por contracción. No son obligatorias cuando las abreviaturas se conforman de una secuencia de letras impronunciable (tanto Mgr como Mgr. son válidas para monseigneur), pero sí se aconsejan cuando son pronunciables y pueden confundirse con otro vocablo pleno: confróntense Me (madame) y me (pronombre personal), Pre (professeure) y pré (‘pre’).
Las supérieures figuran con mayor frecuencia en las abreviaturas de los tratamientos: Mgr (monseigneur), Mlle (mademoiselle), Me (maître), etcétera. Otras abreviaturas que las contienen son mdise (merchandise), échce (échéance) y mo (métro). Asimismo, es generalizado su uso en los ordinales:
- premier → 1er
- secondes → 2es
- vingtième siècle → XXe siècle
- énième → Nième

### Inglés

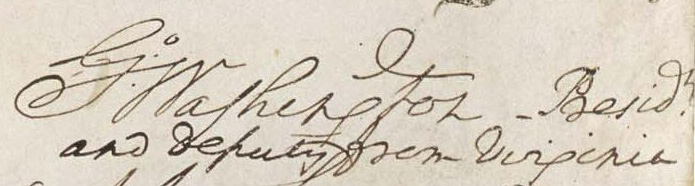
Firma de George Washington en la Constitución de Estados Unidos con letras voladas, donde se lee Washington— and deputy from Virginia.

Históricamente, en algunos países de habla inglesa, se utilizaban abreviaturas de nombres propios en contabilidad. En la actualidad, su uso es muy poco común; normalmente es posible hallarlas únicamente en documentos históricos. Estas abreviaturas empleaban letras voladas ocasionalmente; por ejemplo, Alexr por Alexander y Nics por Nicholas.
Hoy en día, en inglés las voladas se reservan para abreviar los ordinales, pero algunos libros de estilo, como el Manual de estilo de Chicago y el Bluebook, las proscriben.
Con la introducción de la máquina de escribir a finales del siglo XIX, se hizo habitual prescindir de las voladas.